# بطرسبورغ (تكساس)
بطرسبورغ (بالإنجليزية: Petersburg, Texas)‏ هي مدينة تقع في Hale بولاية تكساس في شمال شرق الولايات المتحدة. تأسست عام 1891، تبلغ مساحة هذه المدينة  (كم²)، وترتفع عن سطح البحر  م، بلغ عدد سكانها 1202 نسمة في عام 2010 حسب إحصاء مكتب تعداد الولايات المتحدة .

## التركيبة السكانية
حدّد مكتب تعداد الولايات المتحدة بيانات التركيبة السكانية لبطرسبورغ في تعداد الولايات المتحدة. في ما يلي، التركيبة السكانية حسب تعدادي 2000 و2010.

### تعداد عام 2000
بلغ عدد سكان بطرسبورغ 1,262 نسمة بحسب تعداد عام 2000، وبلغ عدد الأسر 428 أسرة وعدد العائلات 343 عائلة مقيمة في المدينة. في حين سجلت الكثافة السكانية 601 نسمة لكل كيلومتر مربع (1,556.6/ميل2). وبلغ عدد الوحدات السكنية 498 وحدة بمتوسط كثافة قدره 237.1 لكل كيلومتر مربع (614.1/ميل2).
وتوزع التركيب العرقي للمدينة بنسبة 61.89% من البيض و2.14% من الأمريكيين الأفارقة و1.66% من الأمريكيين الأصليين و32.09% من الأعراق الأخرى و2.22% من عرقين مختلطين أو أكثر و61.09% من الهسبانيون أو اللاتينيون من أي عرق.
بلغ عدد الأسر 428 أسرة كانت نسبة 47.2% منها لديها أطفال تحت سن الثامنة عشر تعيش معهم، وبلغت نسبة الأزواج القاطنين مع بعضهم البعض 64.7% من أصل المجموع الكلي للأسر، ونسبة 10.5% من الأسر كان لديها معيلات من الإناث دون وجود شريك،  بينما كانت نسبة 4.9% من الأسر لديها معيلون من الذكور دون وجود شريكة وكانت نسبة 19.9% من غير العائلات. تألفت نسبة 19.4% من أصل جميع الأسر من عدة أفراد يعيشون في نفس المنزل ونسبة 13.8% كانت تتألف من شخص يعيش بمفرده يبلغ من العمر 65 عاماً أو أكثر. وبلغ متوسط حجم الأسرة المعيشية 2.95، أما متوسط حجم العائلات فبلغ 3.36.
بلغ العمر الوسطي للسكان 32.8 عاماً. وكانت نسبة 31.7% من القاطنين تحت سن الثامنة عشر، وكانت نسبة 8.6% بين الثامنة عشر والرابعة والعشرين عاماً، ونسبة 25.7% كانت واقعةً في الفئة العمرية ما بين الخامسة والعشرين والرابعة والأربعين عاماً، ونسبة 20% كانت ما بين الخامسة والأربعين والرابعة والستين، ونسبة 14% كانت ضمن فئة الخامسة والستين عاماً فما فوق. يوجد لكل 100 أنثى 96.6 ذكر، ويوجد لكل 100 أنثى في الثامنة عشر من عمرها فما فوق 87.4 ذكر.
بلغ متوسط دخل الأسرة في المدينة 30,263 دولارًا، أما متوسط دخل العائلة فبلغ 33,047 دولارًا. وكان متوسط دخل الذكور 24,511 دولارًا مقابل 17,237 دولارًا للإناث. وسجل دخل الفرد الخاص بالمدينة 13,531 دولارًا. وكانت نسبة 14.5% من العائلات ونسبة 19.6% من السكان تحت خط الفقر، وكان من هؤلاء نسبة 26.8% تحت سن الثامنة عشر ونسبة 17.3% في الخامسة والستين من العمر وما فوق.

### تعداد عام 2010
بلغ عدد سكان بطرسبورغ 1,202 نسمة بحسب تعداد عام 2010، وبلغ عدد الأسر 425 أسرة وعدد العائلات 328 عائلة مقيمة في المدينة. في حين سجلت الكثافة السكانية 572.4 نسمة لكل كيلومتر مربع (1,482.5/ميل2). وبلغ عدد الوحدات السكنية 506 وحدة بمتوسط كثافة قدره 241 لكل كيلومتر مربع (624.2/ميل2).
وتوزع التركيب العرقي للمدينة بنسبة 69.80% من البيض و2.41% من الأمريكيين الأفارقة و1.50% من الأمريكيين الأصليين و0.17% من الأمريكيين ذوي الأصول الآسيوية و24.04% من الأعراق الأخرى و2.08% من عرقين مختلطين أو أكثر و65.81% من الهسبانيون أو اللاتينيون من أي عرق.
بلغ عدد الأسر 425 أسرة كانت نسبة 40.5% منها لديها أطفال تحت سن الثامنة عشر تعيش معهم، وبلغت نسبة الأزواج القاطنين مع بعضهم البعض 56.2% من أصل المجموع الكلي للأسر، ونسبة 12.9% من الأسر كان لديها معيلات من الإناث دون وجود شريك،  بينما كانت نسبة 8% من الأسر لديها معيلون من الذكور دون وجود شريكة وكانت نسبة 22.8% من غير العائلات. تألفت نسبة 20.9% من أصل جميع الأسر من عدة أفراد يعيشون في نفس المنزل ونسبة 10.4% كانت تتألف من شخص يعيش بمفرده يبلغ من العمر 65 عاماً أو أكثر. وبلغ متوسط حجم الأسرة المعيشية 2.77، أما متوسط حجم العائلات فبلغ 3.20.
بلغ العمر الوسطي للسكان 37.0 عاماً. وكانت نسبة 29.2% من القاطنين تحت سن الثامنة عشر، وكانت نسبة 7.3% بين الثامنة عشر والرابعة والعشرين عاماً، ونسبة 23.7% كانت واقعةً في الفئة العمرية ما بين الخامسة والعشرين والرابعة والأربعين عاماً، ونسبة 25.4% كانت ما بين الخامسة والأربعين والرابعة والستين، ونسبة 14.4% كانت ضمن فئة الخامسة والستين عاماً فما فوق. وتوزع التركيب الجنسي للسكان بنسبة 49.2% ذكور و50.8% إناث.

## وصلات خارجية
- Official website
- The US50 - Cities and Towns in Texas State